# Mal Anderson
Malcolm James „Mal“ Anderson (* 3. März 1935 in Theodore, Queensland) ist ein ehemaliger australischer Tennisspieler.

## Karriere
Anderson gewann 1954 die Australische Junioren-Meisterschaft im Doppel. Er siegte 1957 im Herreneinzel bei den US Open und mit seinem Partner Ashley Cooper das Herrendoppel der French Open. 1958 stand er kurz davor wieder Platz 1 zu erreichen, verletzte sich jedoch und verlor sein Spiel gegen Ashley Cooper. 1959 nahm er ein Angebot von Jack Kramer an Tennis-Profi zu werden. 1973 konnte er im Alter von 37 Jahren gemeinsam mit John Newcombe die Australian Open gewinnen.
In der australischen Davis-Cup-Mannschaft kam er zwischen 1957 und 1973 insgesamt 19 Mal zum Einsatz, wobei er 13 Matches gewann.
| Herreneinzel      | Herreneinzel             | Herreneinzel  | Herreneinzel              | Herreneinzel             | Herreneinzel |
| Datum             | Turnier                  | Finalgegner   | Ergebnis                  | Ergebnis                 |              |
| ----------------- | ------------------------ | ------------- | ------------------------- | ------------------------ | ------------ |
| 7. September 1958 | U.S. Championships       | Ashley Cooper | 6:2, 3:6, 4:6, 10:8, 8:6  | 6:2, 3:6, 4:6, 10:8, 8:6 |              |
| Herrendoppel      |                          |               |                           |                          |              |
| Datum             | Turnier                  | Partnerin     | Finalgegner               | Ergebnis                 |              |
| 2. Juni 1957      | French Open              | Ashley Cooper | Don Candy Mervyn Rose     | 6:3, 6:0, 6:3            |              |
| 1. Januar 1973    | Australian Championships | John Newcombe | John Alexander Phil Dent  | 6–3, 6–4, 7–6            |              |
| Mixed             |                          |               |                           |                          |              |
| Datum             | Turnier                  | Partnerin     | Finalgegnerinnen          | Ergebnis                 |              |
| 28. Januar 1957   | Australian Championships | Fay Muller    | Jill Langley Billy Knight | 7:5, 3:6, 6:1            |              |

Im Jahr 2022 schenkte er dem Theodore Tennis Club zum hundertjährigen Bestehen seinen Pokal, den er bei den US-Open 1957 gewonnen hatte. Anderson war der erste „ungesetzte“ Spieler in der Geschichte der US Open, der den Titel gewinnen konnte. Es gelang ihm damals überraschend seinen Landsmann, den Weltranglistenersten Ashley Cooper zu besiegen. Anderson lebt in einem Altersheim in Albany Creek am Stadtrand von Brisbane.

## Auszeichnungen (Auswahl)
- 3. Juni 1972: Member of the Order of the British Empire englisch For his contribution to lawn tennis.[2][3]
- Im Jahr 2000 wurde er in die International Tennis Hall of Fame und 2001 in die Australian Tennis Hall of Fame aufgenommen.[4]
- 23. August 2000: Australian Sports Medal[5]
- 2009 Aufnahme in die Queensland Sport Hall of Fame[6]